# José Aldao
José Aldao (Mendoza, mayo de 1788 - Malargüe, 11 de junio de 1830) fue un militar argentino que participó en la guerra de independencia y en la guerra civil de su país. Era hermano menor del caudillo José Félix Aldao (1785-1845), y murió asesinado por indígenas pehuenches.

## Biografía
Se dedicó a la ganadería en su juventud, y en 1813 se enroló en las milicias provinciales de Cuyo. Integró el Batallón de Auxiliares Argentinos que se trasladó a Chile y combatió en la batalla de Membrillar contra los realistas. Regresó a Mendoza después de la derrota definitiva de la Patria Vieja chilena en la batalla de Rancagua.
Permaneció en el Ejército de los Andes y en 1817 regresó a Chile con José de San Martín. Participó en las batallas de Chacabuco, Cancha Rayada y Maipú. Fue uno de los oficiales de la partida que logró el arresto del general realista Casimiro Marcó del Pont.
Pasó al Regimiento de Granaderos a Caballo, y volvió a Mendoza a fines de 1819, mientras su hermano, el exfraile José Félix Aldao (1785-1845), participaba en la Expedición Libertadora del Perú. Se vio envuelto en las crisis de los años 1820 y 1821 en su provincia (Mendoza), pero no tanto como su hermano Francisco Aldao, que invadió La Rioja y fue derrotado.
En 1825 fue el segundo jefe de la expedición de su hermano José Félix, el exfraile, para la campaña sobre San Juan, para reprimir la revolución contra el gobernador Del Carril y su "carta de mayo".
A fines de 1829 fue nombrado comandante de armas de la provincia por el gobernador federal Juan Corvalán. Quedó en Mendoza mientras su hermano José Félix combatía en la guerra civil contra el general José María Paz en la batalla de La Tablada. Cuando se supo la noticia de la derrota federal, estalló en Mendoza una revolución de los unitarios, dirigidos por Juan Agustín Moyano; Corvalán fue derrocado, y Aldao cayó prisionero.
Cuando el ya general José Félix Aldao regresó desde San Luis, José Aldao fue liberado por el gobernador Rudecindo Alvarado. Se incorporó al ejército de su hermano, que envió a sus dos hermanos a parlamentar con Moyano; al iniciarse la batalla de Pilar, Francisco Aldao fue asesinado por los oficiales unitarios, mientras que su hermano José salvó su vida por una casualidad. Cuando la batalla terminó con la victoria de los federales y el general Aldao se enteró de la muerte de su hermano, se vengó masacrando a los oficiales vencidos.
Volvió a su cargo de comandante de armas hasta que, en abril de 1830, después de la derrota de Facundo Quiroga y la prisión de José Félix Aldao en la batalla de Oncativo, la provincia de Mendoza fue invadida por el coronel José Videla Castillo. Las fuerzas federales de la provincia habían sido enviadas a Oncativo, de modo que Corvalán no tenía más fuerzas que algunos pelotones al mando de José Aldao. Entonces el gobernador, seguido por la mayor parte de sus colaboradores, se trasladó hacia el sur de la provincia, para reunirse a las tropas de frontera y reclutar a caciques aliados con los Hermanos Pincheira, fuerzas independientes a los avatares políticos.
Juan Corvalán, Juan Agustín Maza y José Aldao, entre otros, llegaron a San Rafael con una caravana de carros con víveres, armas, pertrechos generales y una tropa de ganado. Con esto José Aldao logró la promesa por parte de los hermanos Pincheira y de los caciques Neculmán, Rondeau, Coleto y el Mulato, de invadir la provincia en mayo de 1830.
El tiempo transcurrió y la promesa no se cumplía, sin embargo los pehuenches se concentraron en los campos de Chacay, cerca de la laguna de Llancanelo, e invitaron a Corvalán, Maza, Aldao y el resto de la comitiva federal mendocina a inspeccionar las tropas. Muchos de los soldados de la comitiva, temiendo una trampa, se negaron a ir, por lo que solo 30 soldados acompañaron a los líderes federales.
El 21 de junio de 1830 la traición de los pehuenches y los hermanos Pincheira se materializó en lo que pasó a ser conocida como la tragedia de Chacay, donde encontraron la muerte José Aldao (42), Juan Corvalán (43) y Juan Agustín Maza (46).